# David Havíř
David Havíř (* 18. April 1975 in der Tschechoslowakei) ist ein ehemaliger tschechischer Eishockeyspieler, der über viele Jahre beim HC Znojemští Orli, HC Plzeň 1929 und HC Moeller Pardubice in der tschechischen Extraliga aktiv war. Mit Pardubice und Plzeň gewann er insgesamt vier tschechische Meistertitel.

## Karriere
David Havíř begann seine Karriere beim HC Kometa Brno, mit dem er 1996 in die 1. Liga abstieg. Danach wechselte er nach Frankreich zum EH Viry-Châtillon. 1998 kehrte er nach Tschechien zurück und ging in den folgenden sechs Jahren für den HC Excalibur Znojemští Orli aufs Eis. Mit der Mannschaft aus Znojmo gelang im Frühjahr 1999 der Aufstieg in die Extraliga. 2004 wurde er vom HC Moeller Pardubice verpflichtet und gewann mit seinem neuen Verein 2005 die tschechische Meisterschaft. Nach insgesamt sechs Jahren verließ er die Mannschaft und schloss sich zur Saison 2010/11 dem KLH Chomutov aus der 1. Liga an. Als Leihspieler kam er zudem zu einem Einsatz für den HC Energie Karlovy Vary in der Extraliga.
Zu Beginn der Saison 2011/12 wurde Havíř zunächst an den HC Plzeň 1929 aus der Extraliga ausgeliehen, später an den HC Pardubice. Da er sowohl für Pardubice, als auch die Piráti Chomutov spielberechtigt war, kam er parallel in den Extraliga- und 1.-Liga-Playoffs zum Einsatz und gewann mit beiden Teams den jeweiligen Meistertitel. Zudem schaffte er anschließend mit den Piráti den Aufstieg aus der 1. Liga in die Extraliga. Nach diesen Erfolgen erhielt er einen Zweijahresvertrag bei den Bílí Tygři Liberec und wurde im Januar 2013 erneut an den HC Plzeň ausgeliehen. Mit dem HC Plzeň gewann er am Saisonende einen weiteren Meistertitel.
Zwischen 2013 und 2016 ließ Havíř seine Karriere beim VSK Technika Brno in der drittklassigen 2. česká hokejová liga ausklingen, ehe er seine Karriere beendete.

### International
David Havíř absolvierte bisher fünf Länderspiele für Tschechien, in denen ihm kein Scorerpunkt gelang.

## Erfolge und Auszeichnungen
- 1999 Meister der 1. Liga und Aufstieg in die Extraliga mit dem HC Znojemští Orli
- 2005 Tschechischer Meister mit dem HC Moeller Pardubice
- 2010 Tschechischer Meister mit dem HC Pardubice
- 2012 Tschechischer Meister mit dem HC Pardubice
- 2012 Meister der 1. Liga und Aufstieg in die Extraliga mit den Piráti Chomutov
- 2013 Tschechischer Meister mit dem HC Škoda Plzeň